# Glenea problematica
Glenea problematica é uma espécie de escaravelho da família Cerambycidae. Foi descrita por Lin e Yang em 2009.  É conhecida a sua existência em Myanmar, China, Tailândia, e Laos.